# إيفر هويتفيلد (فئة فرقاطة)
الفئة ايفر هويتفيلد Iver Huitfeldt-class frigate تضم ثلاث فرقاطات، وقد أُدخلت الخدمة في البحرية الملكية الدنماركية في عامي 2012 و 2013.
والفرقاطات الثلاث من هذه الفئة يمكن استخدامها لأداء مجموعة متنوعة من المهام سواء دولياً أو في المياه المحلية كالدفاع الجوي، والمرافقة والدعم النيراني للعمليات البرية.

## الوصف
تم بناء سفن هذه الفئة بالاعتماد على الخبرة المكتسبة من بناء  سفينتي الدعم من فئة أبسالون، وذلك عن طريق إعادة استخدام تصميم الهيكل الأساسي للفئة أبسالون، وهكذا تمكنت البحرية الملكية الدنماركية سفن من بناء فرقاطات الفئة ايفر هويتفيلد فئة بتكلفة أقل بكثير من مثيلاتها من السفن. وهذه الفرقاطات متوافقة مع نظام  البحرية الدنماركية المسمى StanFlex modular mission payload system والمستخدم في أبسالون و هي مصممة بأخاديد لستة وحدات. كل واحد من مواقع Stanflex الأربعة للصواريخ على سطح السفينة قادر على استيعاب نظام Mark 141 ذو 8 خلايا خاص بصواريخ الهاربون، أو Mark 56 ذو 12 خلية من صواريخ ESSM VLS ذات نظام الإطلاق العمودي . 
على الرغم من أن سفينتي الفئة أبسالون مصممة بالأساس لأدوار القيادة والدعم وبسطح دحرجة كبير، فإن السفن الثلاثة الجديدة من فئة الفرقاطة ايفر هويتفيلد مجهزة لأغراض الدفاع الجوي بصواريخ قياسية، و القدرة على استخدام صواريخ كروز توماهوك  لأول مرة بتاريخ البحرية الدنماركية.
وقد تم بناء السفن على هيئة كتل في إستونيا وليتوانيا. وهذه الكتل تم سحبها إلى أودنسه بالدنمارك حيث تم تجميعها.

## الدفاع الجوي
لم تكتف البحرية الملكية الدنماركية في استراتيجيتها لخفض التكلفة بإعادة استخدام تصميم الفرقاطة من فئة أخرى فحسب، بل لجأت أيضاً إلى إعادة استخدام نظم الأسلحة التي نزعوها من كورفيتات من فئة نيلز يول، وسفينة الدورية فليوفافيسكن واللاتي أخرجن من الخدمة، وأعادوا تنصيب هذه المنظومات بالفرقاطات الثلاث.
كما أعيد استخدام المكونات الأخرى أيضا للحفاظ على التكلفة عند أدنى حد ممكن.
وتشترك فرقاطات ايفر هويتفيلد في باقة الدفاع الجوي مع كل من الفرقاطتين، الهولندية فئة دي زيفن بروفينسيان و الألمانية من فئة فئة ساكسونيا.
وتشمل أجهزة الاستشعار من هذه الباقة الرادار مصفوفة المسح الإلكتروني السلبي البعيد المدى SMART-L ، و الرادار صفيف المسح الإلكتروني النشط APAR.
والراداران SMART-L و APAR مكملان لبعضهما بدرجة كبيرة، بمعنى أن SMART-L هو رادار الحزمة L band ويوفر مراقبة المدى الطويل، في حين أن APAR هو رادار الحزمة I band فيوفر تتبع غاية في الدقة للهدف، وقدرات عالية لبحث الأفق، وتوجيه للصواريخ باستخدام تقنية (Interrupted Continuous Wave Illumination (ICWI، مما يسمح بتوجيه 32 صاروخ ذو توجيه رادار شبه نشط في وقت واحد، بما في ذلك 16 صاروخاً في طور التوجيه النهائي.
أسلحة الدفاع الجوي الرئيسية هي صواريخ الدفاع عن نقطة (Evolved Sea Sparrow Missile (ESSM  والدفاع عن منطقة SM-2 IIIA.
ويتم استخدام نظم الإطلاق العمودية Mk 41 لإيواء وإطلاق هذه الصواريخ. ويمكن حمل مايصل إلى 48 صاروخ ESSM و 32 صاروخ SM-2 IIIA ، وإن كان هذا يتوقف على عدد قاذفات صواريخ الهاربون التي سيتم تنصيبها.

## قائمة السفن
| اسم                       | التسلسل | بدء البناء  | التدشين     | دخول الخدمة | الحالة    |
| ------------------------- | ------- | ----------- | ----------- | ----------- | --------- |
| HDMS Iver Huitfeldt F361  | F361    | يونيه 2008  | مارس 2010   | يناير 2011  | في الخدمة |
| HDMS Peter Willemoes F362 | F362    | مارس 2009   | ديسمبر 2010 | يونيه 2011  | في الخدمة |
| HDMS Niels Juel F363      | F363    | ديسمبر 2009 | ديسمبر 2010 | نوفمبر 2011 | في الخدمة |